# St. Pankratius (Klingenberg am Main)

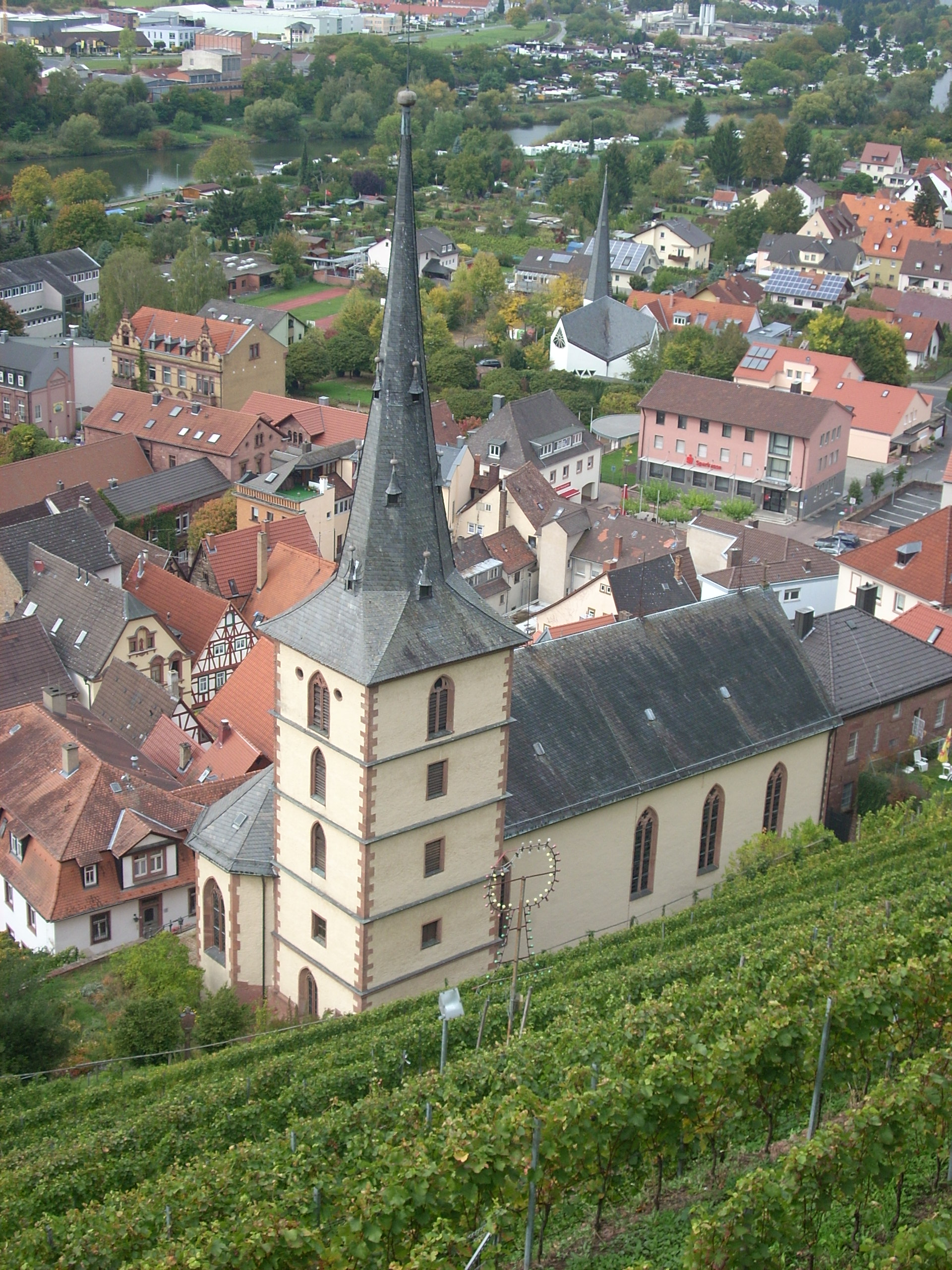
St. Pankratius (Klingenberg am Main)

Die römisch-katholische, denkmalgeschützte Pfarrkirche St. Pankratius steht in Klingenberg am Main, einer Kleinstadt im Landkreis Miltenberg (Unterfranken, Bayern). Das Bauwerk ist unter der Denkmalnummer D-6-76-133-9 als Baudenkmal in der Bayerischen Denkmalliste eingetragen. Die Pfarrei gehört zur Pfarreiengemeinschaft St. Michael Klingenberg-Röllfeld (Klingenberg) im Dekanat Obernburg des Bistums Würzburg.

## Beschreibung
Der eingezogene, dreiseitig abgeschlossene Chor und die Sakristei wurden 1575 als Grabkapelle der Kottwitz von Aulenbach gebaut. An ihn wurden nach 1617 nach Norden das mit einem Satteldach bedeckte Langhaus und nach Osten der Chorflankenturm auf quadratischem Grundriss angebaut, der mit einem achtseitigen Knickhelm bedeckt ist. 1891 wurde das Langhaus verlängert und die Kirchenausstattung ergänzt. Die Orgel mit 26 Registern auf zwei Manualen und Pedal wurde 1892 von Martin Joseph Schlimbach gebaut.